# Бернс, Эвелин
Эвелин Мейбл Ричардсон Бернс (англ. Eveline Mabel Richardson Burns; 16 марта 1900, Лондон, Великобритания — 2 сентября 1985, Ньютон, шт. Пенсильвания, США) — американский экономист английского происхождения, специалист в области социального обеспечения. Выпускница Лондонской школы экономики; доктор философии (1926). На протяжении 40 лет преподавала в Колумбийском университете.

## Биография
В 1922 г. вышла замуж за известного экономиста Артура Роберта Бёрнса и эмигрировала с ним в Соединённые Штаты. Вместе с мужем путешествовала по стране. Под впечатлением от поездки они написали совместный труд «Экономический мир», американское гражданство получили в 1937 г.
После начала Великой депрессии изучила программы по безработице Великобритании. В 1934 г. вошла в Федеральный комитет по экономической безопасности, созданный американским президентом Франклином Рузвельтом для борьбы с безработицей в Соединённых Штатах. В некрологе The New York Times называется его «ключевым членом». Работая в комитете, Бернс провела три крупных исследования и разработала положения, ставшие основой для Закона о социальном обеспечении 1935 года.
В 1936 г. Эвелин Бернс опубликовала книгу «На пути к социальному обеспечению», где расшифровала цели и задачи нового закона простым американцам. Спустя 20 лет выпустила труд «Социальное обеспечение и государственная политика». Сейчас он считается основным пособием в области анализа социального обеспечения.
В 1939—1943 годы руководила исследованиями Национального совета по планированию ресурсов США. Считается, что отчет комитета за 1942 год повлиял на ключевые американские программы господдержки в военный и послевоенные периоды.
С 1953 по 1954 год — вице-президент и президент Американской экономической ассоциации. В 1954 году награждена медалью Адама Смита за выдающиеся экономические исследования. В том же году она получила стипендию Гуггенхайма. С 1957 по 1958 год — президент Национальной конференции социального обеспечения США. С 1969 по 1970 год — вице-президент Американской ассоциации общественного здравоохранения.
С 1967 г. Эвелин Бернс отошла от преподавательской и руководящей деятельности и переехала в поселение квакеров в Ньютоне (Пенсильвания). Почти до самой смерти консультировала государственные и частные агентства по темам социального обеспечения, в том числе Казначейство США, Совет управляющих Федеральной резервной системы, департамент труда штата Нью-Йорк.

## Основные произведения
- «По направлению к социальному обеспечению» (Toward Social Security, 1936);
- «Социальное обеспечение и государственная политика» (Social Security and Public Policy, 1956).